# Hippomane horrida
Hippomane horrida är en törelväxtart som beskrevs av Ignatz Urban och Erik Leonard Ekman. Hippomane horrida ingår i släktet Hippomane och familjen törelväxter. Inga underarter finns listade i Catalogue of Life.